# Санкт-Петербургский музей звука

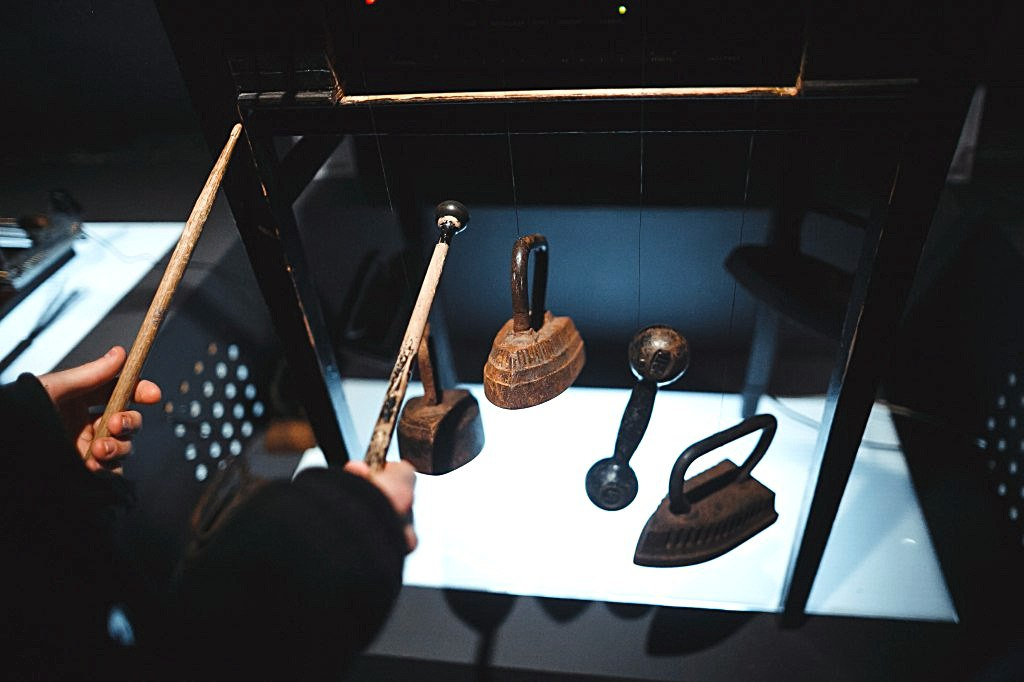
Утюгон — инструмент из коллекции Музея Звука

Галерея экспериментального звука (ГЭЗ-21) / Музей Звука — проект петербургского Техно-Арт-Центра, некоммерческой организации культуры, с 1994 года базирующейся в Арт-центре «Пушкинская 10».

## История
Проект ГЭЗ-21 родился в 1999 году. Основателями ГЭЗ-21 являются композитор и музыкант Николай Судник, директор Техно-арт-центра Сергей Бусов, художник и музыкант Александр Лебедев-Фронтов. Первый год арт-директором программы «Галерея Экспериментального Звука / ГЭЗ 21» был Судник. С 2001 по 2007 год Сергей Бусов был одновременно директором и арт-директором ГЭЗ-21. После 2007 года арт-директором ГЭЗ-21 становится музыкант и филолог Андрей Поповский, с 2015 года — пианист и дирижер Дмитрий Шубин. ГЭЗ задумывался как творческая лаборатория для музыкантов, экспериментирующих со звуком, для музыкальных групп, не вписывающихся в мейнстрим. В 2015 году на базе ГЭЗ-21 был создан интерактивный музей звука, включающий в себя редкие и уникальные экспериментальные инструменты, архивные записи с концертов и звуковую карту Петербурга.
Фестивали:
- Международный фестиваль экспериментальной музыки «ГЭЗ-21-10» (29 — 31 мая 2009) был посвящен 10-летию Галереи экспериментального звука и проходил на территории ГЭЗ-21 и двора Арт-Центра «Пушкинская-10».[3].
- Международный фестиваль тихой музыки «Тени звука» проходил в ГЭЗ-21 ежегодно в мае — июне с 2010 по 2014 год. Он включал в себя концерты импровизационной музыки, лекции, доклады, мастер-классы, посвященные современной музыке, саунд-арту и искусству в целом[4].
  - В 2010 году в «Тенях» принимали участие: Инна Некрасова, Алексей Лапин, Wooden Plants (Илья Белоруков, Дмитрий Кротевич,, Андрей Поповский (СПб)), Zentaku (Сергей Баркунов, Андрей Назин (Москва)), Delikatessen (Вячеслав Гайворонский, Николай Судник (СПб)), Lucio Capece (Аргентина), «Игры и сны» (Игорь Заливалов, Софья Петрова (СПб)), Richard Deutsch (Австрия), «Атанорэ» (Антон Мизенко, Андрей Москвитин, Надежда Горохова (Красноярск)), Juho Laitinen (Финляндия), «Цагаан Тал» (СПб), LAK (Михаил Кулешин (СПб)), Konno Redoh (Япония), Александр Ивашин (Москва), Дмитрий Калинин, Георгий Мнацаканов (Москва), Алексей Подобед (СПб), Melonoise (Дмитрий Тыквин, Константин Оганов, Владимир Григ (СПб)), Streifenjunko (Eivind Lønning, Espen Reinertsen, (Норвегия)), Ksandr (СПб), Jane McFuckedy (СПб), Empty_set (Илья Белоруков, Андрей Ломакин (СПб)), Mуcelium (Павел Михеев (СПб)).[5]
  - «Тени звука-2011»: Миро (Андрей Поповский, Михаил Кулешин (СПб)), Kurt Liedwart (Москва), Илья Белоруков (СПб), Radu Malfatti (Австрия), Вячеслав Гайворонский (СПб), Dans Les Arbres (Ivar Grydeland, Ingar Zach, Christian Wallumrød, Xavier Charles (Норвегия / Франция)), Алексей Круглов (Москва), Алексей Лапин, Владимир Шостак (СПб).[6]
  - «Тени звука-2012»: Antoine Läng Léon, Raphaël Ortis & Louis Schild (Швейцария), Birgit Ulher (Германия), Topias Tiheäsalo, Jaakko Tolvi (Финляндия), Дмитрий Кротевич, Илья Белоруков, Антон Мизенко, Андрей Поповский (Россия).[7]
  - «Тени звука-2013»: Keith Rowe, Kurt Liedwart (Великобритания), Alfredo Costa Monteiro (Испания), Michael Pisaro (США), Илья Белоруков, Дмитрий Кротевич, Алексей Борисов, Денис Сорокин (Россия).[8]
  - «Тени звука-2013»: Klaus Filip, Noid (Австрия), Norbert Möslang, Kurt Liedwart (Швейцария), Илья Белоруков, Андрей Поповский, Алексей Борисов, Сергей Косторко, Алексей Сысоев, Денис Сорокин (Россия).[9]
- Международный форум «Музыка настоящего» (21 — 28 июня 2015 г) был организован совместно с тТворческим союзом «АПозиция» при грантовой поддержке фонда Владимира Потанина и посвящен направлениям современной экспериментальной и авангардной музыки.

## Структура
- Концертная программа ГЭЗ-21.

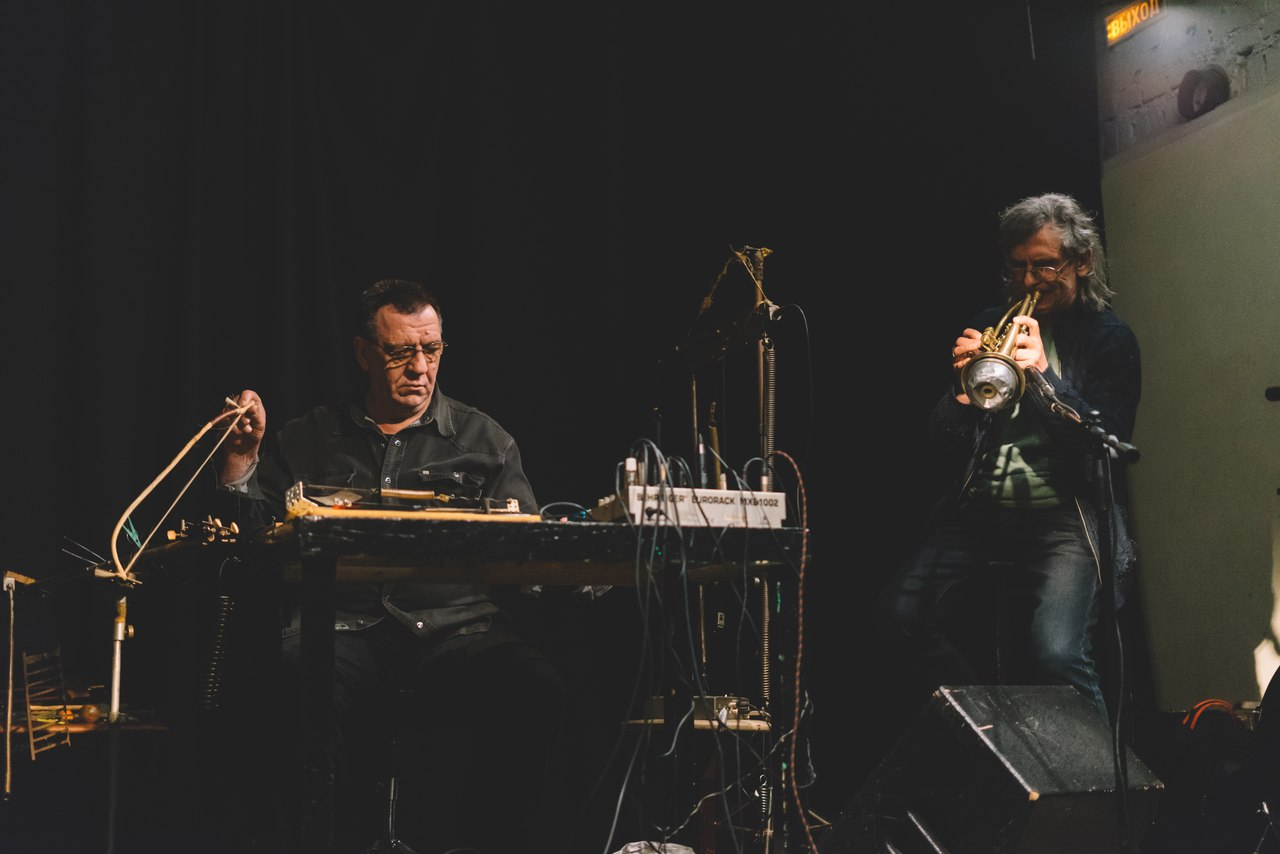
Николай Судник и Вячеслав Гайворонский

Основные направления концертной программы ГЭЗ-21 — это свободная импровизация, экспериментальная музыка, электро-акустическая музыка, фри-джаз, электронная музыка, современная академическая музыка, нойз, минимализм, этника и т. д.
- Музей звука
- Философское кафе
- Арт-буфет

## Проекты
- Санкт-Петербургский импровизационный оркестр является первым в России оркестром дирижируемой импровизации. Организатор проекта, художественный руководитель и дирижер Дмитрий Шубин.

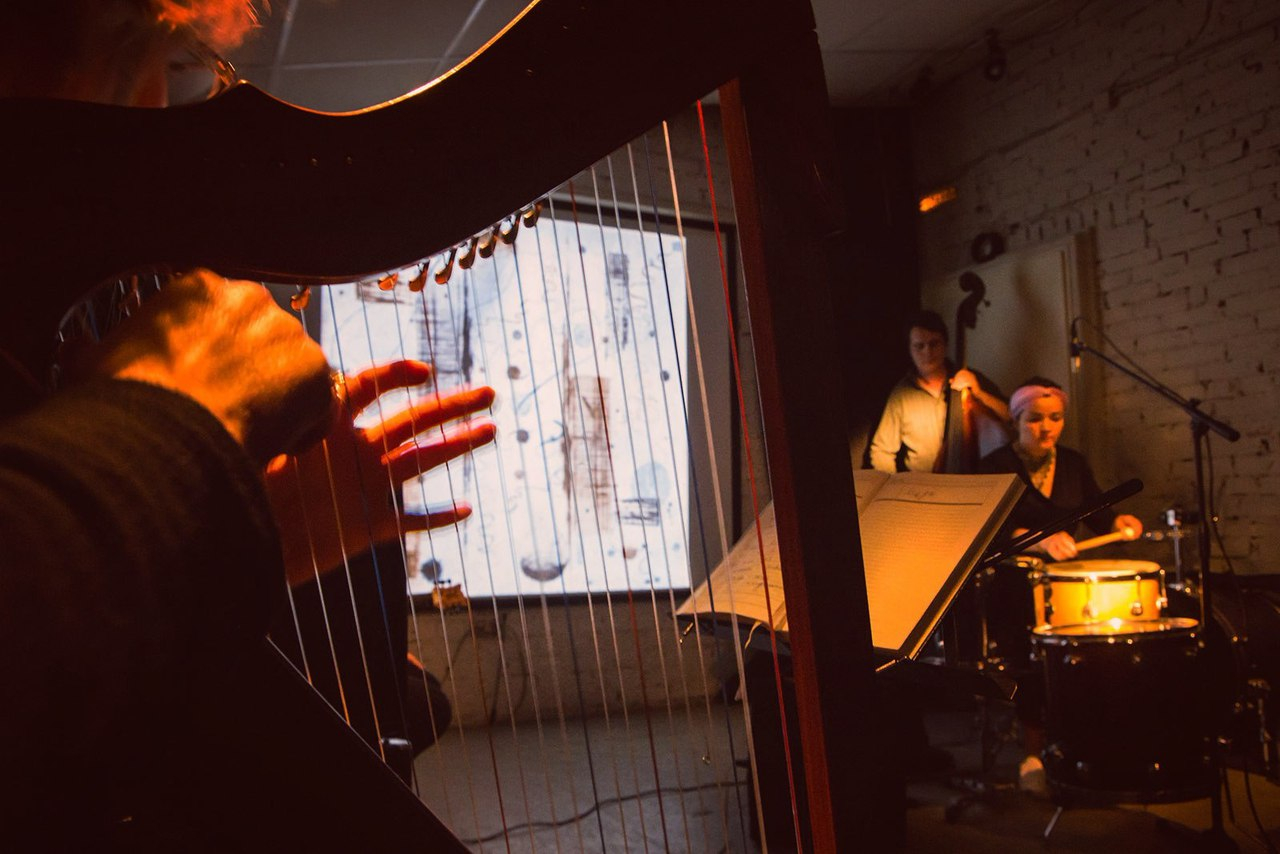
Школа импровизации (концерт, посвященный графической нотации)

- Школа импровизации (концерт, посвященный графической нотации)Школа импровизационной музыки[10] (2013 -) — международный образовательный проект при Музее Звука, направленный на развитие навыков свободной импровизации и близких направлений. В Школу принимаются музыканты как с базовым, так и с высшим музыкальным образованием. Программа Школы построена на системе мастер-классов по современным техникам игры на инструментах, саунд-дизайну, свободной импровизации, графическим (открытым) партитурам, дирижируемой импровизации, современному тапёрскому искусству, искусству перформанса. На базе Школы импровизации был сформирован Учебный оркестр импровизации под управлением Николая Рубанова. Преподаватели Школы: Дмитрий Шубин (директор), Николай Рубанов, Роман Столяр, Вячеслав Гайворонский, Константин Оганов, Марк Коммер. Помимо петербургских преподавателей, большое количество мастер-классов проводят зарубежные музыканты, такие как: Фредерик Блонди (Франция)[11], Димо Шварц (Германия/Франция)[12], Масами Сузуки (Япония), Гуус Янссен (Нидерланды)[13], Жоли Лиандр (Франция)[14], Сильвен Хелари (Франция)[15] и др.
- Звуковой театр[16] — экспериментальный музыкально-театральный проект режиссера Екатерины Лопатиной. Премьера первого спектакля «Фазы быстрого сна» состоялась 10 марта 2018 г. В постановке полностью отсутствуют реплики героев, а музыкальная история строится на звуках предметов старинного быта, многократно усиленных с помощью микрофонов и пьезодатчиков.